# Duca di Enghien
Il titolo di Duca di Enghien nella Parìa francese venne creato da Carlo IX di Francia nel 1566 per Luigi I di Borbone-Condé, già conte di Enghien.

## Storia
La signoria d'Enghien, nell'attuale Belgio, aveva a suo tempo fatto parte della dote portata da Maria del Lussemburgo (m. 1546) a suo marito Francesco di Borbone-Vendôme, anche se essa affondava le sue radici storiche nell'XI secolo. Quando la baronìa d'Enghien venne inclusa nell'appannaggio della casata dei Condé il nipote di Maria, Luigi I di Borbone-Condé, trasportò tale titolo sulla sua signoria di Nogent-le-Rotrou (ribattezzato "Enghien-le-Français") e la rinominò appunto "d'Enghien", ottenendo che venisse eretta a parìa come ducato nel 1566. Egli morì nel 1569 e suo figlio Enrico I di Borbone-Condé ricevette tale titolo insieme a quelli di principe di Condé ed altri ad esso annessi (per ragioni di convenienza politica il feudo dell'originario centro "fiammingo" di Enghien fu ceduto a inizio Seicento al Casato di Arenberg). 
Nel 1621 il figlio di Enrico I, Enrico II di Borbone-Condé (1588-1646), concesse a suo figlio Luigi (il futuro Grand-Condé) il titolo di duca d'Enghien, inaugurando così la tradizione di concedere tale titolo agli eredi primogeniti dei principi di Condé. Tuttavia la signoria su Nogent (che aveva preso appunto il nome di "Enghien-le-Français" nel 1566) prese il nome di Nogent-le-Béthune (o anche Orval) dopo la vendita al Duca di Sully nel 1624, e così il ducato di Enghien non fu più legato a un territorio effettivo in Francia.
Con l'esecuzione del cognato Enrico II di Montmorency nel 1633, Enrico II di Borbone-Condé venne creato anche duca di Montmorency, titolo appunto che era stato del suo congiunto giustiziato per lesa maestà e cospirazione. Nel settembre del 1689, per dare al titolo di duca di Enghien un riconoscimento ufficiale (essendo di antica concessione, e quindi prestigioso, pur essendo in quel momento solo titolare) decise di abbandonare quello di duca di Montmorency (pur mantenendo la signoria sul centro omonimo ribattezzato così Enghien nello stesso 1689) che venne concesso ad altri cugini (i duchi di Beaufort) per riprendere ufficialmente quello di Enghien a vantaggio di suo figlio Luigi III di Borbone-Condé (1668-1710). Il titolo di duca d'Enghien continuò dunque a essere concesso come titolo di cortesia dei primogeniti dei Condé sino a quando la casata non si estinse nel 1830, ma l'erede diretto dell'ultimo principe, l'ultimo Duca di Enghien appunto, era già morto nel 1804.

## Conti d'Enghien

Armi dei duchi d'Enghien, figli primogeniti dei principi di Condé

- 1536-1546 : Francesco di Borbone (1519-1546), conte d'Enghien ;
- 1546-1557 : Giovanni di Borbone (1528-1557), conte d'Enghien e di Soissons, fratello del precedente;
- 1557-1566 : Luigi I di Borbone (1530-1569), conte poi I duca d'Enghien, principe di Condé, fratello del precedente

## Duchi d'Enghien
- 1566-1569 : Luigi I di Borbone (1530-1569), I duca d'Enghien, principe di Condé
- 1569-1588 : Enrico I di Borbone-Condé (1552-1588), II duca d'Enghien, figlio del precedente;
- 1588-1621 : Enrico II di Borbone-Condé (1588-1646), III duca d'Enghien, figlio del precedente;
- 1621-1646 : Luigi II di Borbone-Condé (1621-1686), detto « il Grand Condé », IV duca d'Enghien, figlio del precedente;
- 1646-1686 : Enrico III Giulio di Borbone-Condé (1643-1709), V duca d'Enghien, figlio del precedente;
- 1689-1709 : Luigi III di Borbone-Condé (1668-1710), VI duca d'Enghien, figlio del precedente;
- 1709-1710 : Luigi IV Enrico di Borbone-Condé (1692-1740), VII duca d'Enghien, figlio del precedente;
- 1736-1740 : Luigi Giuseppe di Borbone-Condé (1736-1818), VIII duca d'Enghien, figlio del precedente;
- 1756-1772 : Luigi VI Enrico di Borbone-Condé (1756-1830), IX duca d'Enghien, figlio del precedente:
- 1772-1804 : Luigi Antonio di Borbone-Condé (1772-1804), X duca d'Enghien, figlio del precedente.